# Mimosa quitensis
Mimosa quitensis är en ärtväxtart som beskrevs av George Bentham. Mimosa quitensis ingår i släktet mimosor, och familjen ärtväxter. Inga underarter finns listade i Catalogue of Life.